# Springfield (Nou Hampshire)
Springfield és una població dels Estats Units a l'estat de Nou Hampshire. Segons el cens del 2000 tenia 945 habitants.

## Demografia
Segons el cens del 2000, Springfield tenia 945 habitants, 386 habitatges, i 286 famílies. La densitat de població era de 8,4 habitants per km².
Dels 386 habitatges en un 30,1% hi vivien nens de menys de 18 anys, en un 65,3% hi vivien parelles casades, en un 6,2% dones solteres, i en un 25,9% no eren unitats familiars. En el 19,9% dels habitatges hi vivien persones soles el 6,7% de les quals corresponia a persones de 65 anys o més que vivien soles. El nombre mitjà de persones vivint en cada habitatge era de 2,45 i el nombre mitjà de persones que vivien en cada família era de 2,8.
Per edats la població es repartia de la següent manera: un 23,5% tenia menys de 18 anys, un 4,2% entre 18 i 24, un 31,1% entre 25 i 44, un 28,8% de 45 a 60 i un 12,4% 65 anys o més.
L'edat mediana era de 40 anys. Per cada 100 dones de 18 o més anys hi havia 96,5 homes.
La renda mediana per habitatge era de 44.659$ i la renda mediana per família de 58.068$. Els homes tenien una renda mediana de 33.958$ mentre que les dones 25.223$. La renda per capita de la població era de 23.263$. Entorn del 3,5% de les famílies i el 5,1% de la població estaven per davall del llindar de pobresa.